# Макинтайр, Дрю (хоккеист)
Дрю Макинтайр (англ. Drew MacIntyre; 7 августа 1983, Шарлоттаун, Канада) — канадский хоккеист, вратарь.

## Игровая карьера
Дрю Макинтайр не провел в НХЛ ни одного полного матча. Все четыре раза он выходил на лед, заменяя по ходу игры Кертиса Сэнфорда в «Ванкувер Кэнакс» и Юнаса Энрота в «Баффало Сейбрз».
1 июля 2014 года перешёл в «Каролину Харрикейнз», подписав годичный двусторонний контракт.